# Língua toposa
Toposa (ou akara, kare, kumi, Ttopotha) é uma língua nilo-saariana (sudânica oriental, nilótica) falada no Sudão do Sul. Algumas línguas que têm com ela alguma inteligibilidade mútua são a jiye do próprio Sudão do Sul, nyangatom da Etiópia, karimojong, jie, dodos do Uganda e turkana do Quênia. A língua teso (falada no Uganda e Quênia) é lexicamente mais distante.

## Escrita
Poucos dos seus falantes escrevem, porém, foi criada uma forma do alfabeto latino para a língua, a qual não usa as letras  F, H, Q, V, X, Z, mas usa formas como Ny e ŋ.

## Fonologia

### Consoantes
|                |                | Labial | Alveolar | Palatal | Velar |
| -------------- | -------------- | ------ | -------- | ------- | ----- |
| Plosiva        | surda          | p      | t        |         | k     |
| Plosiva        | sonora         | b      | d        |         | ɡ     |
| Africada       | surda          |        |          | t͡ʃ      |       |
| Africada       | sonora         |        |          | d͡ʒ      |       |
| Fricativa      | Fricativa      |        | s        |         |       |
| Nasal Oclusiva | Nasal Oclusiva | m      | n        | ɲ       | ŋ     |
| Oclusiva       | Oclusiva       |        | r        |         |       |
| Aproximante    | Aproximante    | w      | l        | j       |       |

- Todas essas consoantes (exceto /w/ e /j/) podem ser labializadas uu palatizadas.

### Vogais
+ATR
|         | Fechada | Central | Aberta |
| ------- | ------- | ------- | ------ |
| Fechada | i       |         | u      |
| Média   | e       |         | o      |
| Aberta  |         |         |        |

-ATR

|         | Fechada | Central | Aberta |
| ------- | ------- | ------- | ------ |
| Fechada | ɪ       |         | ʊ      |
| Médio   | ɛ       |         | ɔ      |
| Aberta  |         | a       |        |